# 三好市立漆川小学校
三好市立漆川小学校（みよししりつ しつかわしょうがっこう）は、徳島県三好市池田町漆川小林1900にあった公立小学校。
児童数の減少などの理由で1998年4月1日をもって休校し、2013年3月31日に廃校。

## 基礎データ
全校生徒数
- 5人（1997年度（平成9年度）当時）

全卒業生数　
- ○人

## 沿革
- 1874年（明治7年）3月15日 - 漆川小学校創立（八万・獅子神社殿）[1]
- 1926年（大正15年）8月13日 - 郡制廃止により徳島県三縄村立漆川尋常小学校と校名改称。
- 1932年（昭和3年）8月1日 - 徳島県三縄村立漆川尋常高等小学校と改称。
- 1941年（昭和16年）4月1日- 三好郡三縄村立漆川国民学校と改称。
- 1947年（昭和22年）4月1日 - 三好郡三縄村立漆川小学校と改称。
- 1959年（昭和34年）4月1日 - 三好郡池田町立漆川小学校と改称。
- 1998年（平成12年）4月1日 - 休校。[1]
- 2006年（平成18年）3月1日 - 町村合併のため三好市立漆川小学校となる。
- 2013年（平成27年）3月31日 - 廃校。

## 校歌
- 作詞:
- 作曲:

## 交通
- JR土讃線 三縄駅より約7km